# Mitteldeutsche Neueste Nachrichten
Die Mitteldeutschen Neuesten Nachrichten waren eine Regionalzeitung der National-Demokratischen Partei Deutschlands (NDPD) von 1952 bis 1990.

## Geschichte
Am 14. Juli 1952 erschien die erste Ausgabe der Mitteldeutschen Neuesten Nachrichten in Halle. Sie war für die Bezirke Halle, Magdeburg und Leipzig zuständig, in denen es verschiedene Lokalausgaben gab. Die Zeitungen erschienen täglich außer sonntags. 1953 zogen Verlag und Redaktion nach Leipzig um.
Am 1. Juli 1990 erschien die letzte Ausgabe der Zeitung. Es war ihr nicht gelungen, nach den politischen Veränderungen einen neuen Eigentümer zu finden.

## Persönlichkeiten
Chefredakteure
- Arnd Römhild, 1953–1956[1]

Weitere Mitarbeiter
- Walter Fellmann, Journalist 1957–1960